# Kraainem
Kraainem là một đô thị trong tỉnh Vlaams-Brabant, in Flanders, một trong ba vùng của Bỉ. Đô thị này chỉ bao gồm thị xã Kraainem. Tại thời điểm ngày 1 tháng 1 năm 2006,  Kraainem có tổng dân số 13.150 người. Tổng diện tích là 5.80 km² với mật độ dân số là 2.266 người trên mỗi km².